# Gishora
Gishora ligger cirka 7 km norr om staden Gitega, i provinsen Gitega i Burundi.  Här finns ett kungligt palats och en av Burundis heliga trumplatser.

## Beskrivning
Gishora ligger på toppen av Gishorahöjden i Giheta kommun, 7 km från staden Gitega. I Gishoraresidenset skyddar den första planen (eller förgården), kallad Intangaro, de heliga trummornas helgedom. Vid den näst största gårdsplanen, den kungliga planen, finns det kungliga residenset (Ingoro). En gång i tiden beboddes anläggningen av landets hövdingar och på bakgården (ikigo) fanns boningshusen för tjänstefolket, rummet för tillbedjan (indaro ya Rugabo) och andra byggnader. Residenset var endast till för den kungliga familjen. Innan man nådde fram till residenset fanns en mottagningsplats kallad Inama.

## Historia
Kungafältet i Gishora grundades av Mwami (eller Burundis kung) Ntare Rugamba under första halvan av 1800-talet efter segern mot hövding Ntibirangwas rebeller.

## Världsarvsstatus
Området är sedan 9 maj 2007 uppsatt på Burundis tentativa världsarvslista.